# عکاسی از رد ستاره‌ها

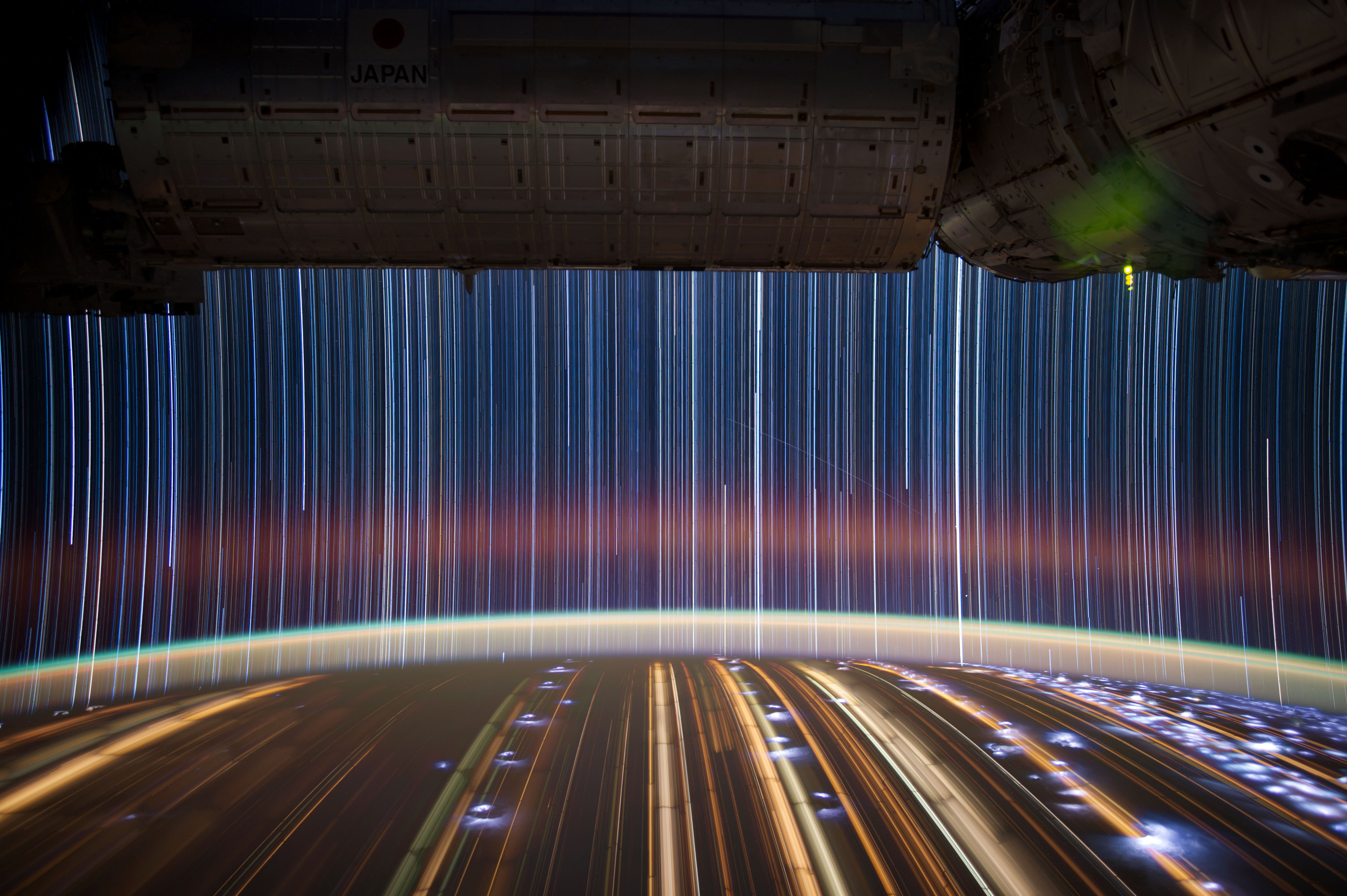
نگاره‌ای از رد ستاره‌ها به سوی زمین که توسط دونالد پتی، فضانورد آمریکایی از فراز ایستگاه فضایی بین‌المللی ثبت‌شده است.

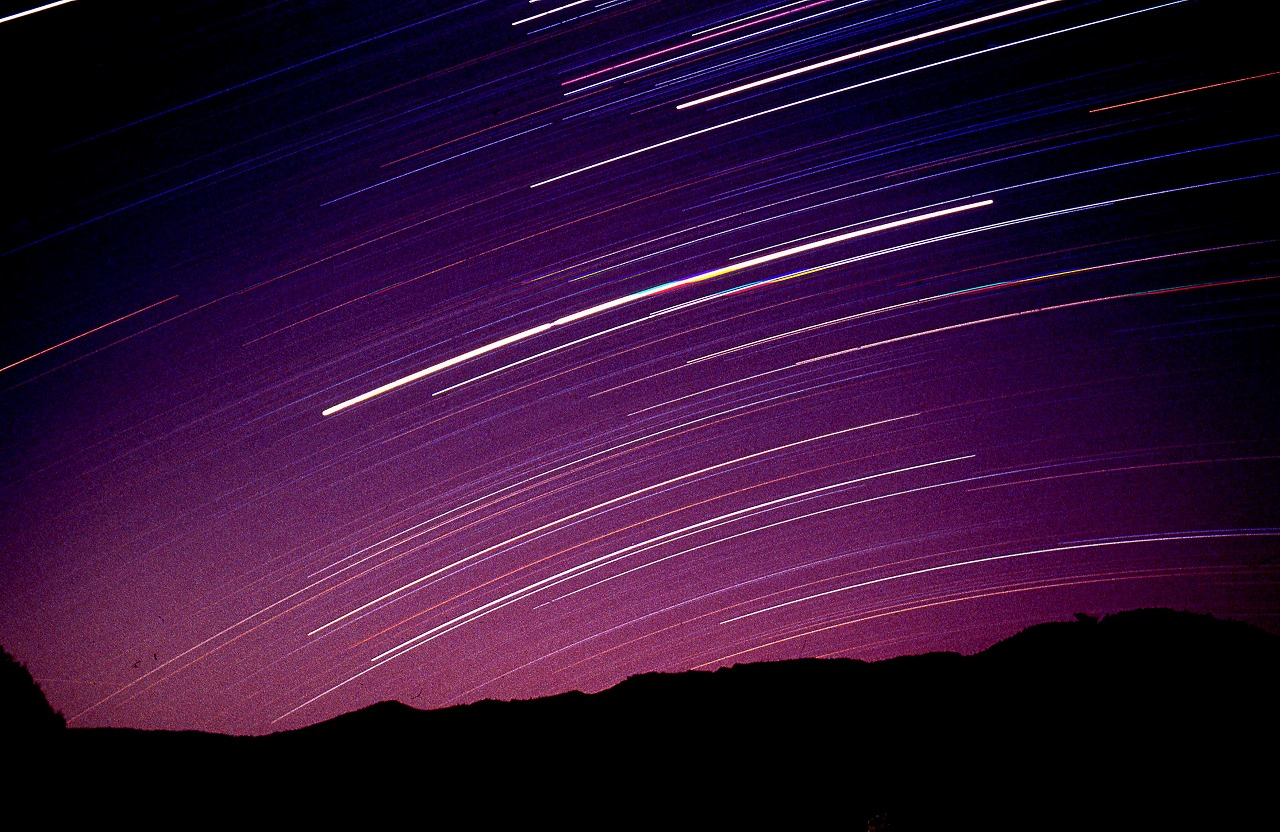

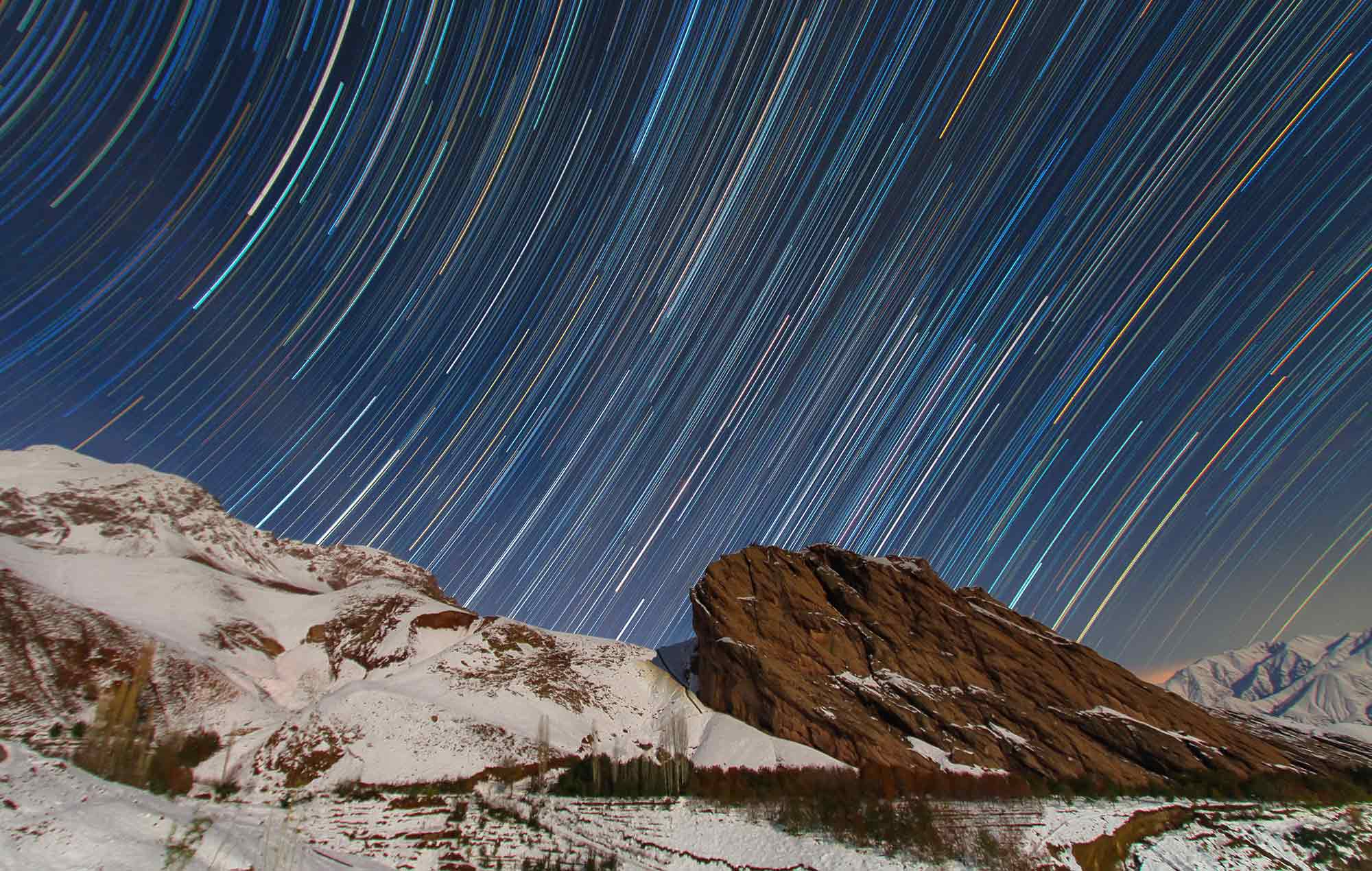
عکاسی از رد ستارگان در الموت قزوین

عکاسی از رد ستاره‌ها نوعی تکنیک عکس‌برداری از نوع عکاسی نجومی است که از حرکت زمین و ستاره‌ها ناشی می‌گردد، به طوریکه پس از عکاسی خطوط منحنی رد ستاره‌ها ثبت می‌گردد. هنگامی که زمین به گرد خود می‌چرخد، ستاره‌ها در یک جایگاه ثابت قرار نمی‌گیرند (از لحاظ دید چشم زمینی) و به نظر می‌رسد ستاره‌ها کم و بیش به سمت غرب دارای حرکت هستند.
عکاسی رد ستاره در واقع عکاسی از چیدمانی برنامه‌ریزی شده از سیر حرکت ستارگان در آسمان شب است.

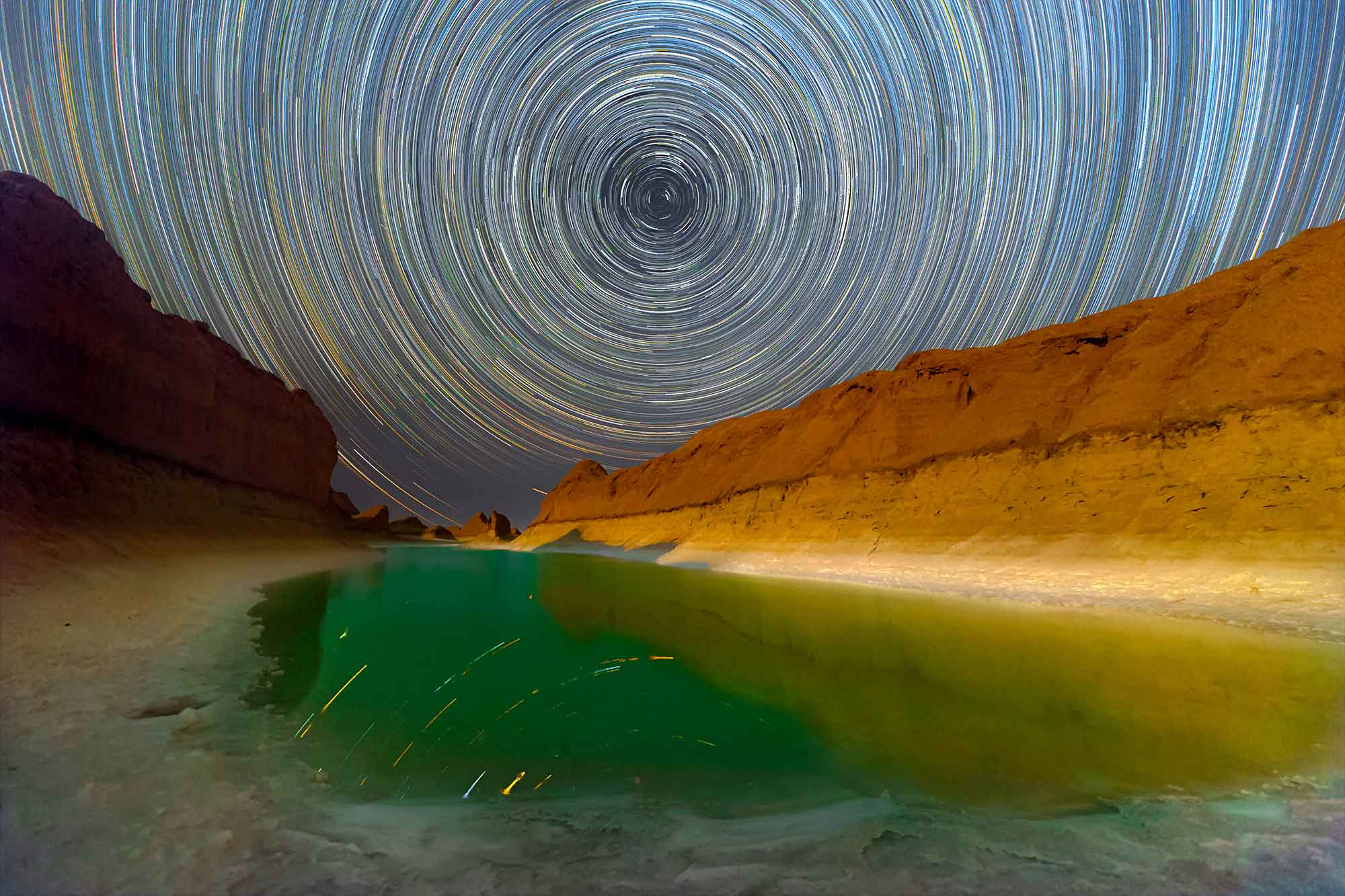
رد ستارگان در بیابان لوت

وقتی از ستاره‌ها عکاسی می‌کنیم، به دلیل طولانی شدن زمان نوردهی و گردش زمین به دور خود، ستاره‌ها مانند خطوط منحنی بر روی فیلم ثبت می‌شوند. اگر بخواهیم این مورد را بر طرف کنیم، دوربین باید به وسیلهٔ یک موتور درایو، در خلاف جهت حرکت زمین و با سرعت مناسب به گردش در آید.

## منابع

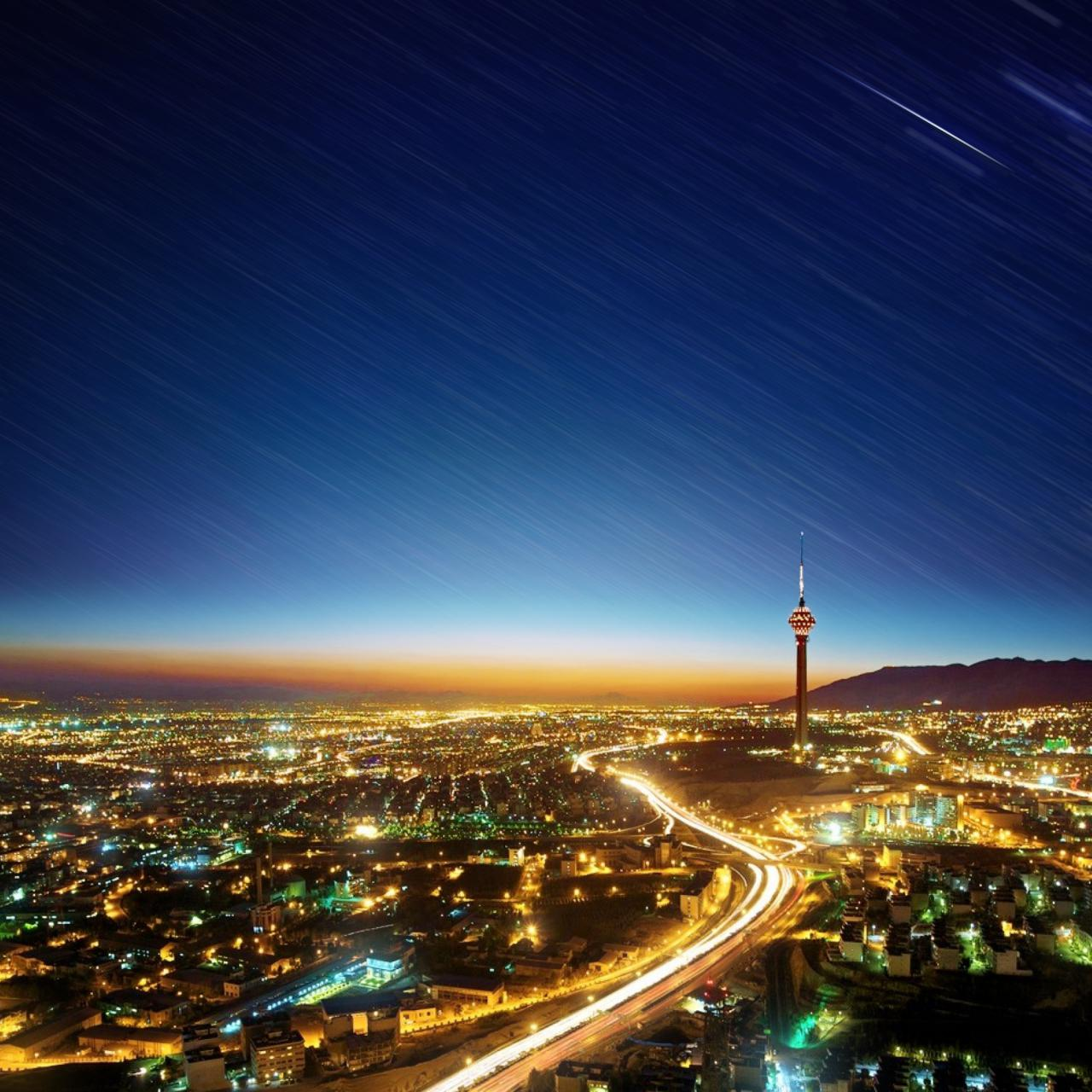
عکاسی از رد ستاره ها در شهر تهران. برج میلاد نیز در این تصویر مشاهده می‌شود.